# إعادة تكون البلازما

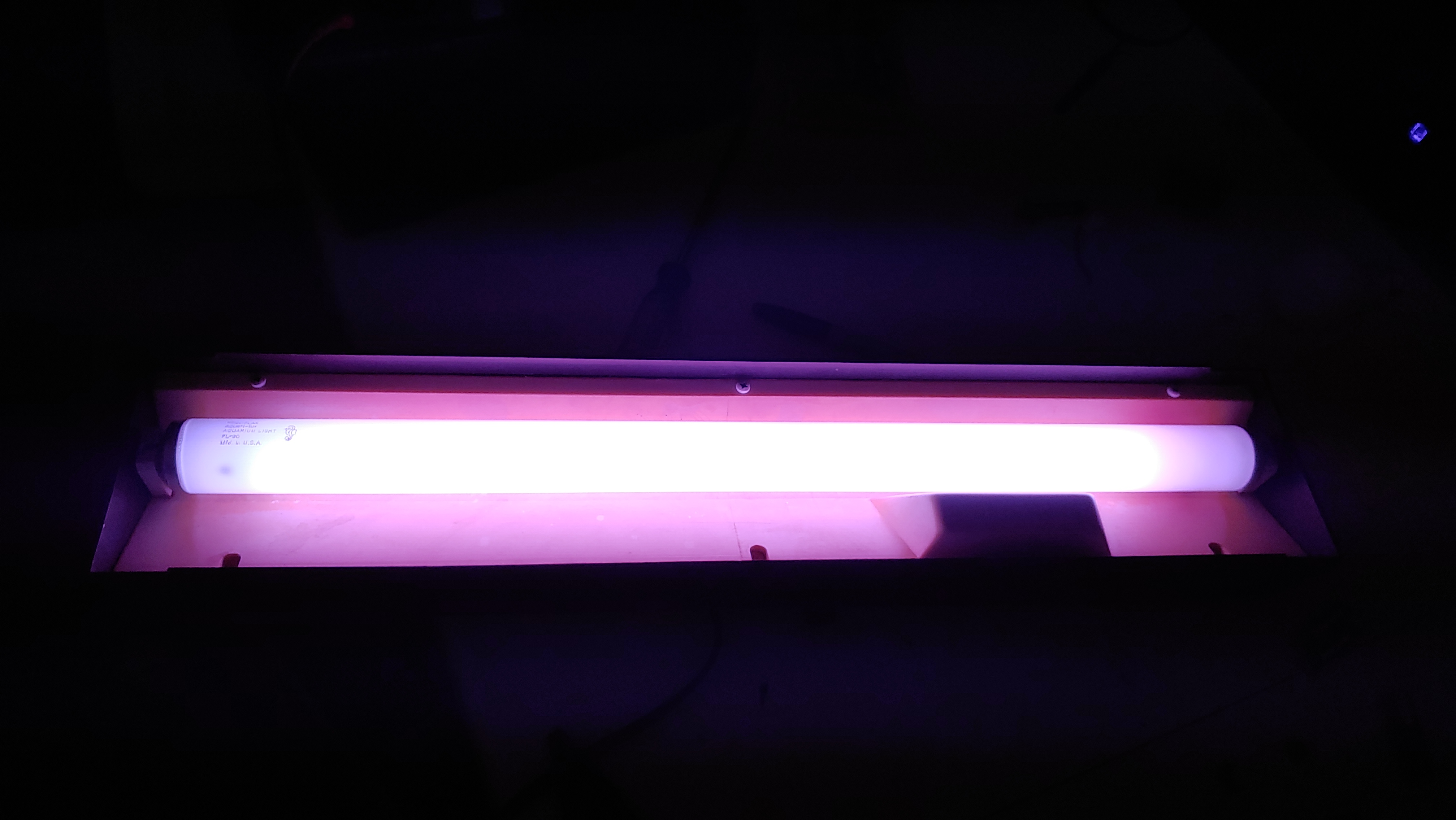
لوحظ أحد الأمثلة على إعادة تكون البلازما عند توقف التيار الكهربائي في مصباح الفلورسنت.

إعادة تكون البلازما هي عملية تلتقط فيها الأيونات الموجبة للبلازما إلكترونًا حرًا (نشطًا) وتتحد مع الإلكترونات أو الأيونات السالبة لتكوين ذرات محايدة جديدة (غاز). إعادة التكون هو تفاعل طارد للحرارة، مما يعني تفاعل إطلاق الحرارة. باستثناء البلازما المكونة من الهيدروجين النقي (أو نظائره)، قد يكون هناك أيضًا العديد من الأيونات المشحونة. لذلك، يؤدي التقاط إلكترون واحد إلى انخفاض شحنة الأيونات، ولكن ليس بالضرورة في ذرة أو جزيء متعادل.
يحدث إعادة التكون عادةً في الحجم الكامل للبلازما (إعادة التكون الحجمي)، على الرغم من أنه في بعض الحالات يقتصر على منطقة معينة منها. يُطلق على كل نوع من التفاعلات وضع إعادة التكون وتتأثر معدلاته الفردية بشدة بخصائص البلازما مثل طاقتها (الحرارة) وكثافة كل نوع وضغط ودرجة حرارة البيئة المحيطة.

## الاستخدام
أحد الأمثلة اليومية على إعادة التكون السريع للبلازما يحدث عند إطفاء مصباح الفلورسنت. تتحد البلازما منخفضة الكثافة في المصباح (الذي يولد الضوء عن طريق قصف طلاء الفلورسنت الموجود داخل الجدار الزجاجي) في جزء من الثانية بعد إزالة المجال الكهربائي المولِّد للبلازما عن طريق إطفاء مصدر الطاقة الكهربائية.
تعتبر أنماط إعادة تكون الهيدروجين ذات أهمية حيوية في تطوير مناطق التحويل لمفاعلات توكاماك. في الواقع، سيوفرون طريقة جيدة لاستخراج الطاقة المنتجة في لب البلازما. في الوقت الحاضر، يُعتقد أن خسائر البلازما الأكثر احتمالًا التي لوحظت في منطقة إعادة الاتحاد ترجع إلى وضعين مختلفين: إعادة تكون أيون الإلكترون (EIR) وإعادة التكون الجزيئي المنشط (MAR).

## جدول تحولات المادة
| basic | basic  | إلى  | إلى    | إلى                 | إلى    |
| basic | basic  | صلب  | سائل   | غاز                 | بلازما |
| من    | صلب    |      | انصهار | تسامٍ                |        |
| من    | سائل   | تجمد |        | تبخير               |        |
| من    | غاز    | تَرَسُّب | تَكَثُّف   |                     | تَأيُّن   |
| من    | بلازما |      |        | إعادة تكون البلازما |        |